# 婆裟羅
『婆裟羅』（ばさら）は、2000年にビスコより発売された業務用縦スクロールシューティングゲームである。全6面。

## 概要
関ヶ原の戦い・大坂の陣をモチーフとしているが、騎馬は全てエアバイクに置き換えられており、戦艦や戦車が登場するなど、SF戦国時代とでも言うべき世界観を描いている。
長らく家庭用ゲーム機へは移植されていなかったが、ブラジルのゲーム開発会社・QUByte Interactiveが移植を担当する形でNintendo Switch・PlayStation 4・Xbox One3機種に対応するマルチプラットフォームソフトとして、2019年に続編である『婆裟羅2』（以下『2』）と2作品セットで『婆裟羅コレクション』と題しリリース予定（配信専用。日本ではコーラス・ワールドワイド社が発売を担当）。
なお、この移植版ではオリジナル版とは別に「タイムレスモード」と称するリメイクアレンジ版も搭載される。「タイムレスモード」ではグラフィックを3DCGポリゴン・フル2KHD化し、本作と『2』のプレイアブルキャラクターが全員使用出来るなど、オリジナル版を大幅に変更している。

## ゲームシステム
8方向レバーと2ボタン（ショット・ボム）で操作する。本作では敵機と接触してもミスにはならない。

### 溜め斬り
ショットボタンをしばらく押し続けてから放すと、近接攻撃を繰り出す。敵弾を消す効果がある他、ショットの当たらない背景を破壊することが出来る。また、1回の溜め斬りで破壊した敵の数に応じてボーナス得点が得られる。
画面上部の「バサラゲージ」が最大まで溜まっている状態で溜め斬りを行うと、より広範囲に連続してダメージを与える「バサラモード」となる。

### 兜首システム
各ステージには合計30人の武将が登場する。このうち、中ボスとステージボス以外の武将は、白い旗の付いた敵機として表現されており、倒すと武将の名前が表示される。ステージクリア時に、倒した武将の数に応じたボーナス得点が得られる（30人全員を倒すとパーフェクトボーナス）。
なお、倒した際に表示される名前は歴史上実在した武将の名がほとんどだが、演出・特殊効果担当のスタッフの名前も含まれている。

### アイテム
緋結晶以外は、光った瞬間に取ると高得点となる。
- 緋結晶：バサラゲージが増える。敵を倒すと出る他、敵に溜め斬りを当てると大量に出現する。
- パワーアップ：自機のショットがパワーアップする。4段階。
- ボム：ボムのストックが1増える。最大5まで。
- 1UP：残機が1増える。
- 大閣分銅金：ボーナス得点。2種類ある。

## プレイヤー
真田幸村
声：千葉進歩
28歳。身長187cm、体重79kg。権謀術数によって豊臣家から天下を奪った家康を誅し、平和を取り戻すために戦う理想に殉じる覚悟の士。兄の信幸とは仰ぐ主君が敵同士となったため敵対することになった。
- 愛機：村正
- 移動速度:中
- 攻撃力:中
- ショット範囲：中
- サブショット：クナイ
- 溜め斬り：烈風鬼斬（バランス型）
- 溜め時間：速

雑賀孫市
声：川澄綾子
15歳。身長160cm、体重45kg。明るく前向きな娘。続編の『婆裟羅2』に登場した雑賀一族の頭領である祖父孫一が藤堂高虎に討たれたことを知り、一族の称号である「孫市」を継いで頭領を名乗り、祖父の仇討ちと暗黒の徳川政権樹立を阻止するため参戦。
- 愛機：時雨
- 移動速度:高
- 攻撃力:低
- ショット範囲：広
- サブショット：扇
- 溜め斬り：紅蓮扇風舞（全方位型）
- 溜め時間：遅

島左近
声：速水奨
55歳。身長213cm、体重115kg。元々は筒井家家臣だが、後に石田三成の家臣となった。豊臣政権に殉じた主君三成への義のため、討ち死に覚悟で徳川陣営へ斬り込む。時代的には過去にあたる続編の『婆裟羅2』では敵方として登場。
- 愛機：墨炎
- 移動速度:低
- 攻撃力:高
- ショット範囲：狭
- サブショット：槍
- 溜め斬り：鉄甲槍・無尽（遠距離型）
- 溜め時間：中

宮本武蔵
『月刊アルカディア』2001年4月号に設定画が掲載された没キャラクター。少年の姿をした伝説の剣豪。武将に成り上がるため関ヶ原に乱入する。

## ステージ
序盤の3面は、選んだ主人公によって順番が異なる。

### 三河 上野の戦い
黒田長政（歩行型重戦車）
声：千葉進歩
27歳。続編の『婆裟羅2』に登場した黒田如水（官兵衛）の嫡子。偉大な父に比較されて成長したため、心底に劣等感を潜ませる。なお、続編である『婆裟羅2』にも父子共々登場。
榊原康政（大型爆撃戦闘機）
声：立木文彦
47歳。大柄で寡黙な武将で、幼少の頃より家康に仕える忠義の士。それゆえに血気にはやる井伊直政の援護役が板についてしまった。
井伊直政（大型爆撃戦闘機）
声：堀川仁
34歳。礼を重んじる武人で、幼少の頃より家康に仕える忠義の士。戦傷が多いが、先陣を切ることが名誉とする猛将なるゆえである。
※榊原と井伊はステージボスとして同時に登場する。
| 成瀬正成 | 関一政   | 坪内利定 | 松倉重政 | 菅六之助 | 野口左助 | 後藤又兵衛 | 堀平右衛門 | 久野重時 | 母里太兵衛 |
| 毛屋主水 | 松平康忠 | 牧野康成 | 宮原義照 | 山口重政 | 成瀬正一 | 小出秀家   | 柏又廣海   | 渡辺信雄 | 上条義春   |
| 神保相茂 | 菅沼定利 | 赤井忠家 | 阿部正次 | 遠藤慶隆 | 榊原忠次 | 井伊直継   | 黒田長政   | 榊原康政 | 井伊直政   |

### 伊勢 鳥羽沖の戦い
九鬼守隆（潜水戦艦）
声：立木文彦
53歳。九鬼水軍の頭領で徳川水軍の主力。続編である『婆裟羅2』にも登場するが、容姿が全く異なっている（むしろ父の嘉隆に瓜二つ）。
藤堂高虎（巨大重戦艦）
声：中田譲治
39歳。身長184cm、体重74kg。飄々とした楽天家だが、時勢を見る目に長けていていち早く家康に仕えた。続編である『婆裟羅2』では、より詳しいエピソードが語られている。
| 米津常春 | 倉橋政勝 | 高力忠房 | 間宮高則   | 向井正綱 | 小笠原信元 | 小笠原広勝 | 村越光   | 押川正重 | 佐伯惟定 |
| 三枝昌吉 | 宮崎淳至 | 本田勝雄 | 諏訪頼水   | 戸田一西 | 伊丹正親   | 内藤正成   | 戸田重元 | 永田重直 | 阿部正広 |
| 安藤直次 | 磯崎新七 | 藤堂元則 | 西島八兵衛 | 藤堂良重 | 伊藤又五郎 | 藤堂高次   | 渡辺了   | 九鬼守隆 | 藤堂高虎 |

### 大和 信貴山の戦い
鳥居元忠（重輸送戦闘機）
声：堀川仁
57歳。家康の初陣以来の側近。小柄で左足が不自由。家康とは個人的な信頼関係があり、義に生きる武人。
伊達政宗（重戦車）
声：堀川仁
28歳。身長188cm、体重78kg。「独眼竜」の異名を持つ奥州の大名。派手好みで闊達な武人。実力のあるものが天下を治めるという考えの下、家康に与したが、いずれは自分が天下を取る事を夢見ている。
| 加藤正次   | 内藤家長   | 鳥居元信 | 谷口三左吉 | 鳥居成次 | 森川純匡 | 石川昭光 | 茂庭延元 | 伊達成実 | 泉田重光 |
| 片倉重長   | 鈴木元信   | 屋代景頼 | 石母田景頼 | 桑折宗長 | 後藤信康 | 中島宗家 | 津田景康 | 山岡志摩 | 阿部対馬 |
| 清水杢兵衛 | 佐々木左近 | 横山隼人 | 支倉常長   | 安部重定 | 茂庭綱元 | 留守政景 | 片倉景綱 | 鳥居元忠 | 伊達政宗 |

### 飛騨 高山の戦い
真田信幸（人型戦闘メカ）
声：速水奨
29歳。本多忠勝の娘婿で幸村の兄。容姿は弟とよく似ている。兄弟仲は良いが仰ぐ主君が敵同士だったことによって兄弟で刃を交えることになった。戦国の世の習いだと理解はしているが、出来れば弟と戦いたくないと思っている。
本多忠勝（巨大重戦闘攻撃機）
声：立木文彦
47歳。巨漢の武人で、徳川家を代表する武闘派の猛将。家康に心酔している。娘が真田信幸に嫁いでいるため、真田家とは縁戚にあたる。
| 本多康重 | 真田信昌 | 横田尹松   | 池田重成 | 永井直勝   | 花房職之 | 城昌茂   | 加藤光直 | 兼松正吉 | 亀井滋矩 |
| 桑山元晴 | 内藤清成 | 渡部吉綱   | 寺沢広高 | 沢村泰仁   | 高木正次 | 土岐定義 | 石河貞政 | 佐々行政 | 坂井直義 |
| 土屋忠直 | 吉川健治 | 長坂彦五郎 | 筑紫秀綱 | 梶金平勝忠 | 本多忠朝 | 保科正光 | 本多廣重 | 真田信幸 | 本多忠勝 |

### 美濃 大垣城の戦い
柳生宗矩（超巨大人型メカ）
声：速水奨
24歳。柳生石宗斎の嫡男で、柳生新陰流の剣士。家康に仕えているが、その家康にも私怨を抱いているらしい。
| 荒木又右衛門 | 奥平信昌 | 石川康通 | 内藤信成 | 渡辺勝   | 松平重勝 | 一柳直盛   | 有馬豊氏 | 菅沼定仍 | 小笠原秀政 |
| 岡部長盛     | 皆川広照 | 松平康安 | 水谷哲也 | 中村氏次 | 生駒一正 | 蜂須賀豊雄 | 中澤淳虎 | 森忠政   | 北条氏勝   |
| 菅沼定義     | 本多康俊 | 青山忠成 | 西尾吉次 | 天野康景 | 稲垣長茂 | 秋元長朝   | 酒井家次 | 酒井忠利 | 柳生宗矩   |

### 美濃 関ヶ原の戦い
世羅田二郎三郎元信（超巨大浮遊要塞城　ただし、家康のレプリカ）
声：中田譲治
53歳。元々は道々の者で詳しい素性は明らかになってない。家康と容姿が酷似していることから、数年前から家康の影武者となる。ただ、性格は家康と違い、気が小さく腹黒い雰囲気で、風格が無い。心底では何を考えているのかよくわからない男。条件を満たしていないと二郎三郎を倒した時点で終了となり、家康は出現しない。
徳川家康（超巨大浮遊要塞城）
声：中田譲治
53歳。時の内大臣。豊臣秀吉（『婆裟羅2』に登場した羽柴秀吉のこと）の死後、それまでの豊臣筆頭家臣としての態度を翻し、ありとあらゆる手段で「天下人」の地位を確立し、最後まで抵抗を続ける豊臣秀頼や石田三成など大坂方を一気に攻略する。葉巻をくわえ、どっしりとした貫禄があり、天下人の風格を備える。本作では真のラスボス。
| 戸川達安   | 山内豊国 | 堀尾忠氏   | 松下重綱   | 大久保忠世 | 渡辺守綱 | 田中吉政   | 堀尾吉晴   | 有馬晴信   | 桑原俊文 |
| 山田輝広   | 山内一豊 | 青山忠俊   | 奥平家昌   | 伊奈忠次   | 高力清長 | 酒井重忠   | 大久保忠佐 | 平岩親吉   | 土井利勝 |
| 大久保忠隣 | 松平忠吉 | 大久保忠常 | 小笠原信之 | 本多直純   | 本多正信 | 南光坊天海 | 金地院崇伝 | 世良田元信 | 徳川家康 |

## 開発

### 家庭用ゲーム機への移植
本作は、長らく家庭用ゲーム機へは移植されていなかったが、ブラジルのゲーム開発会社・QUByte InteractiveがNintendo Switch・PlayStation 4・Xbox One3向けに、続編である『婆裟羅2』とのセット商品『婆裟羅コレクション』として2019年に発売されることとなった。
QUByteは移植のきっかけについて、同社のスタッフがアーケード基板の輸入品を扱うブラジルの店舗見て本作の基板を見つけたことがきっかけだったとファミ通とのメールインタビューの中で答えている。
オリジナルのプラットフォームが日本のアーケードゲーム機に限定されており、ソースコードへのアクセスが非常に限定されていたことから、移植にあたっては各機種用のソースコードを新しく作成する必要があった。QUByteはこの作業について「この作業は最終的にゲームをもっと理解するのに役立ったし、さまざまな改良や調整を施したり、オリジナルコンテンツへの道を開くこともできたんだ。」と肯定的にとらえている。
また、オリジナル版で問題視されていた永久パターンは「バグ」と見做され、家庭用ゲーム機への移植に際して修正された。

## 反響
本作のオリジナル版においては、永久パターン（特定の箇所において、プレイヤーがミスしない限りスコアを稼ぎ続けることが可能な特定操作の俗称）が発覚した為、スコアラーの支持は得られない結果となった。
4Gamer.netの早苗月 ハンバーグ食べ男はオリジナル版を未プレイとした上で、移植版に収録されている『婆裟羅』については遅延や処理落ちもなくスムーズに楽しめたと評価している。